# پیست اسکی خوشاکو
پیست اسکی خوشاکو در ۳۰ کیلومتری غرب ارومیه یکی از پیست های اسکی استان آذربایجان غربی است که در مکانی خوش آب و هوا در منطقه راژان قرار دارد.
این پیست که یکی از کانون‌های ورزش‌هایی زمستانی در شمال‌غرب ایران به شمار می‌رود دارای امکانات بالقوه‌ای از قبیل کوه‌های با شیب مناسب، چشم‌انداز زیبا و ... است
خوشاکو با ۵۰ هزار متر مکعب در فصل تابستان نیز امکان پیست روی چمن را نیز دارا می‌باشد.